# Voxel-basierte Morphometrie

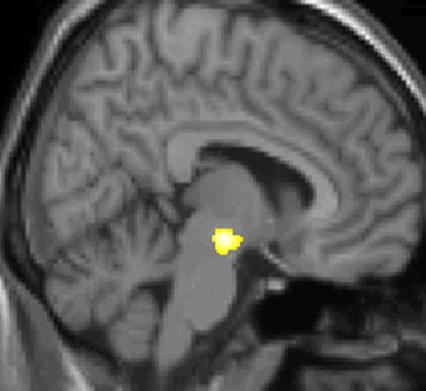
Voxel-basierte Morphometrie anhand eines mittels Magnetresonanztomographie (MRT) erstellten Hirnlängsschnittes

Die Voxel-basierte Morphometrie (VBM) befasst sich damit, Hirnstrukturen aus der tomographischen Bildgebung durch Größe, Intensität, Form- und Texturparameter quantitativ zu beschreiben. Diese Maßzahlen werden in Statistiken verwendet und gemeinsam mit anderen klinischen und experimentellen Parametern analysiert.
Der Begriff Voxel setzt sich aus den Wörtern volumetric und pixel (Bildpunkt) zusammen. Ein Voxel ist das dreidimensionale Äquivalent eines Pixels. Die Morphometrie ist die Charakterisierung der Form von Objekten durch quantifizierbare Größen.
Um Unterschiede im menschlichen Gehirn zu analysieren, wird bei der Voxel-basierten Morphometrie das gesamte Hirnvolumen auf der Voxel-Ebene auf Anteile von grauer oder weißer Substanz oder von  Gehirnflüssigkeit/Knochenstrukturen überprüft. Dabei werden alle kernspintomographischen Bilder der untersuchten Gehirne auf ein einheitliches Maß gebracht, um die Daten in einem standardisierten Raum auszuwerten. Dadurch sind Vergleiche zwischen mehreren Personen möglich. Zuerst werden die Ausrichtung und die Größe der Abbildungen der Gehirne korrigiert: Die Ausrichtung im Raum erfolgt durch Verschiebung und Drehung und die Größenänderung durch Skalierung und Scherung. Danach befinden sich alle Hirnvolumina im selben standardisierten Raum, die lokalen strukturellen Differenzen werden hervorgehoben. Die anschließende Unterteilung in Abschnitte ergibt parametrische Karten, mit korrespondierenden Anteilen für graue oder weiße Substanz, bzw. der Gehirnflüssigkeit/ Knochenstrukturen. Die Karten werden in jedem Voxel statistisch analysiert. So lassen sich die lokalen strukturellen Unterschiede errechnen, welche eine andere Konzentration oder ein unterschiedliches Volumen aufweisen.